# Jordan Martinook
Jordan Martinook (Brandon, Manitoba, 25 de julio de 1992), apodado Marty o Marty Party, es un jugador profesional canadiense de hockey sobre hielo que se desempeña en la posición de extremo izquierdo en Carolina Hurricanes, equipo de la National Hockey League (NHL).

## Carrera
Fue seleccionado en la segunda ronda en la NHL Entry Draft de 2012. En 2014 hizo su debut profesional con el equipo Arizona Coyotes, en el cual jugó cuatro temporadas (2014-2018), después pasó a Carolina Hurricanes, donde lleva jugando seis temporadas.